# Iota Horologii
Iota Horologii è una stella di magnitudine apparente +5,40 della costellazione dell'Orologio.
È una nana gialla simile al Sole, leggermente più massiccia (1,25 volte la massa del Sole).
Nel 1999 fu scoperto attorno alla stella un pianeta extrasolare con una massa che è circa sei volte quella di Giove.

## Caratteristiche fisiche
Iota Horologii si trova a 56 anni luce dalla Terra, con una temperatura di poco superiore ai 6000 K e una luminosità 1,6 volte quella del Sole.
Come per la maggior parte delle stelle con pianeti, sembra possedere un'elevata metallicità, che assieme al suo movimento attraverso lo spazio fa pensare che facesse parte della Corrente delle Iadi, ricche di elio e metalli, dalla quale fu espulsa in passato. Sempre per questo la sua età è stimata essere circa quella dell'ammasso stellare, cioè 625 milioni di anni.
Possiede un ciclo della propria attività magnetica di 1,6 anni, uno dei più brevi per stelle simili al Sole, molto più breve del ciclo solare, che è di circa 11 anni.

## Sistema planetario
Il pianeta, chiamato Iota Horologii b, ha una massa minima 2 volte quella di Giove. Alcuni studi indicavano indicano che avrebbe potuto avere una massa fino a 24 volte quella gioviana, paragonabile a quelle di una nana bruna. Il suo semiasse maggiore dell'orbita è di 0,92 U.A. e il suo periodo orbitale è di 320 giorni circa. Nel 2022 osservazioni del satellite Gaia hanno permesso di misurare l'inclinazione del pianeta e quindi di stimare con discreta precisione la massa, che risulta essere di 6,2 MJ.
La zona abitabile del pianeta, dove è possibile l'esistenza di acqua liquida in superficie, è centrata attorno a 1,3 UA di distanza dalla stella, e il pianeta e suoi eventuali satelliti sarebbero probabilmente un po' troppo caldi per sostenere la vita, con una temperatura d'equilibrio compresa tra 315 e 363 K. Inoltre, la presenza di un gigante gassoso a quella distanza, potrebbe aver impedito la formazione di pianeti terrestri nella zona abitabile. 
| Pianeta          | Tipo            | Massa      | Periodo orb. | Sem. maggiore | Eccentricità | Incl. orbita | Scoperta |
| ---------------- | --------------- | ---------- | ------------ | ------------- | ------------ | ------------ | -------- |
| Iota Horologii b | Gigante gassoso | 6,2±0,5 MJ | 332±6 giorni | 0,925 UA      | 0,15         | 87°±6°       | 1998     |